# Wereldkampioenschap halve marathon 2003
Het wereldkampioenschap halve marathon 2003 vond plaats op 4 oktober 2003. Het was de elfde keer dat de IAAF een wedstrijd organiseerde met als inzet de wereldtitel op de halve marathon. De wedstrijd vond plaats in de Portugese badplaats Vilamoura.
In totaal namen 171 atleten (waarvan 98 mannen en 73 vrouwen) uit 49 landen deel. Voor zowel de mannen als de vrouwen werd naast een individueel klassement ook een teamklassement samengesteld. De klassering van een land werd berekend aan de hand van de totaaltijd van de drie snelste lopers van dit land.

## Uitslagen

### Mannen

#### Individueel
| Rang   | Atleet                  | Land | Tijd    | Opmerkingen |
| ------ | ----------------------- | ---- | ------- | ----------- |
| Goud   | Martin Lel              | KEN  | 1:00.49 | PB          |
| Zilver | Fabiano Joseph          | TAN  | 1:00.52 | PB          |
| Brons  | Martin Sulle            | TAN  | 1:00.56 | PB          |
| 4      | John Cheruiyot Korir    | KEN  | 1:01.02 |             |
| 5      | John Yuda               | TAN  | 1:01.13 |             |
| 6      | Yusuf Songoka           | KEN  | 1:01.18 |             |
| 7      | Zersenay Tadese         | ERI  | 1:01.26 | PB          |
| 8      | Jackson Koech           | KEN  | 1:01.28 | PB          |
| 9      | Tesfaye Tola            | ETH  | 1:01.35 |             |
| 10     | Ridouane Harroufi       | MAR  | 1:02.46 |             |
| 11     | Dereje Adere            | ETH  | 1:02.47 |             |
| 12     | Abderrahim Goumri       | MAR  | 1:02.59 |             |
| 13     | Paulo Gomes             | POR  | 1:03.00 | PB          |
| 14     | Kazuyuki Maeda          | JPN  | 1:03.07 |             |
| 15     | Wilson Busienei         | UGA  | 1:03.08 |             |
| 16     | Mesfin Hailu            | ETH  | 1:03.12 |             |
| 17     | Tariku Jufar            | ETH  | 1:03.23 |             |
| 18     | Rachid Aït Bensalem     | MAR  | 1:03.37 |             |
| 19     | Abdelghani Lahlali      | FRA  | 1:03.37 |             |
| 20     | Oscar Fernández         | ESP  | 1:03.41 |             |
| 21     | Alex Malinga            | UGA  | 1:03.41 | PB          |
| 22     | Saïd Belhout            | ALG  | 1:03.48 | PB          |
| 23     | Tekle Menghisteab       | ERI  | 1:03.49 |             |
| 24     | Ignacio Cáceres         | ESP  | 1:03.52 | SB          |
| 25     | Brian Sell              | USA  | 1:03.53 | PB          |
| 26     | Mostafa Errebbah        | ITA  | 1:03.54 |             |
| 27     | Rachid El-Ghanmouni     | MAR  | 1:04.00 |             |
| 28     | Tarik Bouzid            | FRA  | 1:04.01 |             |
| 29     | Tesfayohannes Mesfen    | ERI  | 1:04.10 | PB          |
| 30     | Mustafa Mohamed         | SWE  | 1:04.14 |             |
| 31     | Mohamed Serbouti        | FRA  | 1:04.17 |             |
| 32     | Toshinari Suwa          | JPN  | 1:04.18 |             |
| 33     | Solomon Tsige           | ETH  | 1:04.19 |             |
| 34     | Ottaviano Andriani      | ITA  | 1:04.23 |             |
| 35     | Sergio Chiesa           | ITA  | 1:04.34 |             |
| 36     | Odilón Cuahutle         | MEX  | 1:04.41 |             |
| 37     | Masahiko Takeyasu       | JPN  | 1:04.46 |             |
| 38     | José Dias               | POR  | 1:04.48 |             |
| 39     | Rik Ceulemans           | BEL  | 1:04.50 |             |
| 40     | Wataru Okutani          | JPN  | 1:04.51 |             |
| 41     | Joachim Nshimirimana    | BDI  | 1:04.54 |             |
| 42     | Said Hank               | ALG  | 1:04.55 |             |
| 43     | Martin Toroitich        | UGA  | 1:04.57 |             |
| 44     | Eduardo Rojas           | MEX  | 1:05.17 |             |
| 45     | Iván Sánchez            | ESP  | 1:05.20 | SB          |
| 46     | Karl Rasmussen          | NOR  | 1:05.22 |             |
| 47     | Kamal Kohil             | ALG  | 1:05.48 |             |
| 48     | Francesco Ingargiola    | ITA  | 1:05.53 |             |
| 49     | Scott Westcott          | AUS  | 1:05.57 |             |
| 50     | Jussi Utriainen         | FIN  | 1:05.59 |             |
| 51     | Teren Jameson           | USA  | 1:06.08 |             |
| 52     | José Alejandro Semprún  | VEN  | 1:06.21 |             |
| 53     | Franklin Tenorio        | ECU  | 1:06.23 |             |
| 54     | Fabio Rinaldi           | ITA  | 1:06.26 |             |
| 55     | Mark Tucker             | AUS  | 1:06.28 |             |
| 56     | Cian McLoughlin         | IRL  | 1:06.48 |             |
| 57     | Rachid Boulenouar       | ALG  | 1:07.04 |             |
| 58     | Claes Nyberg            | SWE  | 1:07.12 |             |
| 59     | Wim Borms               | BEL  | 1:07.18 |             |
| 60     | Scott Strand            | USA  | 1:07.32 |             |
| 61     | Pedro Mora              | VEN  | 1:07.39 |             |
| 62     | Christian Nemeth        | BEL  | 1:07.50 |             |
| 63     | Francis Yiga            | UGA  | 1:07.51 |             |
| 64     | Jesús Primo             | MEX  | 1:08.02 |             |
| 65     | Sun Wenli               | CHN  | 1:08.19 |             |
| 66     | Zheng Kai               | CHN  | 1:09.06 |             |
| 67     | Paulo Catarino          | POR  | 1:09.08 |             |
| 68     | Ivica Škopac            | CRO  | 1:09.11 |             |
| 69     | Francisco Roldán        | ECU  | 1:09.42 |             |
| 70     | António Zeferino        | CPV  | 1:09.45 |             |
| 71     | Augusto Gomes           | FRA  | 1:09.49 |             |
| 72     | John Buhagiar           | MLT  | 1:11.04 | NR          |
| 73     | Wang Xiangfeng          | CHN  | 1:11.26 |             |
| 74     | Polibio Méndez          | ECU  | 1:11.31 |             |
| 75     | César Condori           | BOL  | 1:11.36 |             |
| 76     | Appachu Chinnappa       | IND  | 1:11.36 |             |
| 77     | Kennady Chinna Ramu     | IND  | 1:11.42 |             |
| 78     | Artyom Tetenkin         | KGZ  | 1:11.47 |             |
| 79     | Matt Thull              | USA  | 1:12.26 |             |
| 80     | Pablo Gardiol           | URU  | 1:12.32 |             |
| 81     | Alexei Scutaru          | MDA  | 1:12.53 |             |
| 82     | Charles Cilia           | MLT  | 1:13.03 |             |
| 83     | Sechaba Bohosi          | LES  | 1:15.44 |             |
| 84     | Que Yin Tik             | HKG  | 1:17.57 |             |
| 85     | Naseer Ismail           | MDV  | 1:21.55 | NR          |
| 86     | Mok Bon Thouen          | CAM  | 1:25.46 |             |
| —      | José Alberto Montenegro | ARG  | DNF     |             |
| —      | William Amorin          | BRA  | DNF     |             |
| —      | Buenaventura Yanez      | GEQ  | DNF     |             |
| —      | Richard Muscat          | GIB  | DNF     |             |
| —      | Michael Sánchez         | GIB  | DNF     |             |
| —      | Shashi Prakash          | IND  | DNF     |             |
| —      | Lok Wai Kin             | MAC  | DNF     |             |
| —      | Mohamed El-Hattab       | MAR  | DNF     |             |
| —      | Luís Jesús              | POR  | DNF     |             |
| —      | Manuel Magalhães        | POR  | DNF     |             |
| —      | Simon Labiche           | SEY  | DNF     |             |
| —      | Ryan Kirkpatrick        | USA  | DNF     |             |
| —      | Clotairs Ngoma          | CGO  | DNS     |             |
| —      | Sydney Pioh             | CGO  | DNS     |             |
| —      | Kenta Oshima            | JPN  | DNS     |             |
| —      | Paul Kiprop Kirui       | KEN  | DNS     |             |
| —      | Jafred Lorone           | UGA  | DNS     |             |

#### Team
| rang | team     | deelnemers                                                                |
| ---- | -------- | ------------------------------------------------------------------------- |
| 1    | Tanzania | Fabiano Joseph Naasi (2e) Martin Hhaway Sulle (3e) John Yuda Msuri (5e)   |
| 2    | Kenia    | Martin Lel (1e) John Cheruiyot Korir (4e) Yusuf Songoka (6e)              |
| 3    | Ethiopië | Tesfaye Tola (9e) Dereje Adere (11e) Mesfin Hailu (16e)                   |
| 4    | Marokko  | Ridouane Harroufi (10e) Abderrahim Goumri (12e) Rachid Aït Bensalem (18e) |
| 5    | Eritrea  | Zersenay Tadese (7e) Tecle Menghisteab (23e) Tesfayohannes Mesfin (29e)   |

### Vrouwen
| Rang   | Atlete                   | Land | Tijd    | Opmerkingen |
| ------ | ------------------------ | ---- | ------- | ----------- |
| Goud   | Paula Radcliffe          | GBR  | 1:07.35 |             |
| Zilver | Berhane Adere            | ETH  | 1:09.02 |             |
| Brons  | Benita Johnson           | AUS  | 1:09.26 |             |
| 4      | Lidia Grigorjeva         | RUS  | 1:09.32 | PB          |
| 5      | Constantina Diţă-Tomescu | ROU  | 1:10.05 |             |
| 6      | Alla Zhilyayeva          | RUS  | 1:10.13 |             |
| 7      | Lyudmila Biktasheva      | RUS  | 1:10.31 | PB          |
| 8      | Susan Chepkemei          | KEN  | 1:10.35 |             |
| 9      | Mikie Takanaka           | JPN  | 1:10.36 |             |
| 10     | Alina Ivanova            | RUS  | 1:10.59 | PB          |
| 11     | Helena Javornik          | SLO  | 1:11.17 |             |
| 12     | Sylvia Mosqueda          | USA  | 1:11.22 |             |
| 13     | Takako Kotorida          | JPN  | 1:11.37 |             |
| 14     | Yesenia Centeno          | ESP  | 1:11.53 |             |
| 15     | Luminița Talpoș          | ROU  | 1:12.02 |             |
| 16     | Risa Hagiwara            | JPN  | 1:12.10 |             |
| 17     | Galina Bogomolova        | RUS  | 1:12.12 |             |
| 18     | Corinne Raux             | FRA  | 1:12.17 |             |
| 19     | Yumiko Hara              | JPN  | 1:12.21 |             |
| 20     | Bruna Genovese           | ITA  | 1:12.38 | PB          |
| 21     | Teyba Erkesso            | ETH  | 1:12.43 |             |
| 22     | Malika Asahssah          | MAR  | 1:12.49 |             |
| 23     | Nuța Olaru               | ROU  | 1:13.00 |             |
| 24     | Fatiha Klilech-Fauvel    | FRA  | 1:13.34 | SB          |
| 25     | Teresa Récio             | ESP  | 1:13.42 | PB          |
| 26     | Beatriz Santíago         | ESP  | 1:13.44 |             |
| 27     | Rosemary Ryan            | IRL  | 1:13.45 | PB          |
| 28     | Živilė Balčiūnaitė       | LTU  | 1:13.47 | SB          |
| 29     | Rosaria Console          | ITA  | 1:13.54 |             |
| 30     | Kan Yongying             | CHN  | 1:13.56 |             |
| 31     | Kenza Wahbi              | MAR  | 1:14.05 |             |
| 32     | Anna Incerti             | ITA  | 1:14.08 |             |
| 33     | Christelle Daunay        | FRA  | 1:14.11 |             |
| 34     | Kathy Butler             | GBR  | 1:14.17 |             |
| 35     | Magdaline Chemjor        | KEN  | 1:14.42 |             |
| 36     | Derebe Alemu             | ETH  | 1:14.52 |             |
| 37     | Hayley Yelling           | GBR  | 1:14.52 |             |
| 38     | Nebiat Habtemariam       | ERI  | 1:14.54 | PB          |
| 39     | Souad Aït Salem          | ALG  | 1:15.07 | PB          |
| 40     | Magdalena Lewy           | USA  | 1:15.20 |             |
| 41     | Salina Kosgei            | KEN  | 1:15.41 |             |
| 42     | Debbie Robinson/Mason    | GBR  | 1:16.08 |             |
| 43     | Noémie Flotté            | FRA  | 1:16.28 |             |
| 44     | Bev Jenkins              | GBR  | 1:16.37 |             |
| 45     | Patrizia Ritondo         | ITA  | 1:16.49 |             |
| 46     | Elisabete Lopes          | POR  | 1:16.58 | PB          |
| 47     | Ashu Kasim               | ETH  | 1:17.29 |             |
| 48     | Christine Clifton        | USA  | 1:17.40 |             |
| 49     | Bouchra Chaabi           | MAR  | 1:17.45 |             |
| 50     | Analídia Torre           | POR  | 1:17.48 |             |
| 51     | Fernanda Miranda         | POR  | 1:17.49 |             |
| 52     | Sara Wells               | USA  | 1:18.03 |             |
| 53     | Marily dos Santos        | BRA  | 1:18.18 |             |
| 54     | Sisay Measo              | ETH  | 1:19.13 |             |
| 55     | Liu Lixia                | CHN  | 1:19.32 |             |
| 56     | Nathalie Loubele         | BEL  | 1:21.23 |             |
| 57     | Tatyana Belkina          | BLR  | 1:21.55 |             |
| 58     | Pushpa Devi              | IND  | 1:22.19 |             |
| 59     | Sonia Lopes              | CPV  | 1:24.59 |             |
| 60     | Sylvie Mulle             | BEL  | 1:25.51 |             |
| 61     | Sarbjett Kaur            | IND  | 1:26.08 | PB          |
| 62     | Mamokete Lechela         | LES  | 1:27.01 |             |
| 63     | Merceditas Cuevas        | URU  | 1:27.12 |             |
| 64     | Giselle Camilleri        | MLT  | 1:27.41 |             |
| 65     | Lidija Rajčić            | CRO  | 1:28.04 |             |
| 66     | Moleboheng Mafata        | LES  | 1:29.05 |             |
| 67     | Hidangmayum Devi         | IND  | 1:30.14 |             |
| 68     | Olesia Orlova            | KGZ  | 1:37.40 |             |
| —      | Luminita Zaituc          | GER  | DNF     |             |
| —      | Zhor El-Kamch            | MAR  | DNF     |             |
| —      | Mihaela Botezan          | ROU  | DNF     |             |
| —      | Iulia Olteanu/Negura     | ROU  | DNF     |             |
| —      | Marla Runyan             | USA  | DNF     |             |
| —      | Ida Brunelle Kiyindou    | CGO  | DNS     |             |
| —      | Katie Bayock             | CMR  | DNS     |             |
| —      | Hellen Kimutai           | KEN  | DNS     |             |

#### Team
| rang | team                                          | deelnemers                                                         |
| ---- | --------------------------------------------- | ------------------------------------------------------------------ |
| 1    | Rusland                                       | Lidia Grigorjeva (4e) Alla Zhilyaeva (6e) Lyudmila Biktasheva (7e) |
| 2    | Japan                                         | Mikie Takanaka (9e) Takako Kotorida (13e) Risa Hagiwara (16e)      |
| 3    | Roemenië                                      | Constantina Tomescu (5e) Luminiţa Talpos (15e) Nuţa Olaru (23e)    |
| 4    | Ethiopië                                      | Berhane Adere (2e) Teyba Erkesso (21e) Deriba Alemu (36e)          |
| 5    | Verenigd Koninkrijk (inclusief Noord-Ierland) | Paula Radcliffe (1e) Kathy Butler (34e) Hayley Yelling (37e)       |

## Afkortingen
- PB = Persoonlijk record
- CR = Kampioenschapsrecord

1992 · 
1993 · 
1994 · 
1995 · 
1996 · 
1997 · 
1998 · 
1999 · 
2000 · 
2001 · 
2002 · 
2003 · 
2004 · 
2005 · 
2006 · 
2007 · 
2008 · 
2009 · 
2010 ·
2012 ·
2014 ·
2016 ·
2018